# Přísečná
Přísečná település Csehországban, a Český Krumlov-i járásban. Přísečná Kájov, Srnín, Zlatá Koruna, Mojné, Český Krumlov és Mirkovice településekkel határos. Lakosainak száma 215 fő (2024. január 1.).

## Népesség
A település lakosságának változását az alábbi diagram mutatja:
| Lakosok száma | 223  | 274  | 286  | 220  | 207  | 196  | 196  | 203  | 188  | 215  |
|               | 1869 | 1900 | 1921 | 1961 | 1980 | 2011 | 2016 | 2019 | 2021 | 2024 |